# Marisa Tomei
Marisa Tomei (/məˈrɪsə toʊˈmeɪ/; phát âm tiếng Ý: [maˈriːza toˈmɛi]; sinh ngày 4 tháng 12 năm 1964) là một nữ diễn viên người Mỹ. Trong sự nghiệp diễn xuất kéo dài ba thập kỉ, Tomei đã có thành công đầu tiên trong lĩnh vực điện ảnh khi cô còn là nữ diễn viên trẻ, tiếp đó là một loạt những bộ phim không thành công, và sau đó là sự hồi sinh với một loạt những bộ phim được đánh giá phê bình cao. Sau vai diễn trong sê-ri truyền hình As the World Turns, cô đến với sự nghiệp diễn xuất khi tham gia đóng trong The Cosby Show ăn theo chương trình A Different World năm 1987. Sau những vai diễn nhỏ trong một vài bộ phim, cô nhận được sự chú ý của quốc tế năm 1992 với bộ phim hài My Cousin Vinny, giúp Tomei đoạt giải Oscar cho nữ diễn viên phụ xuất sắc nhất. Cô cũng nhận các đề cử Oscar khác trong In the Bedroom (2001) và The Wrestler (2008). Kể từ năm 2010 cô có tham gia đóng một số phim như Nhân danh công lý (2011) và The Big Short. Cô cũng thủ vai nhân vật dì May của Peter Parker / Người Nhện trong Vũ trụ Điện ảnh Marvel nhờ xuất hiện trong các phim Đội trưởng Mỹ: Nội chiến siêu anh hùng (2016), Người Nhện: Trở về nhà (2017), Người Nhện xa nhà (2019) và Người Nhện không còn nhà (2021).

## Sự nghiệp

### Điện ảnh
| Năm  | Phim                       | Vai diễn        | Ghi chú  |
| ---- | -------------------------- | --------------- | -------- |
| 2016 | Captain America: Civil War | May Parker      |          |
| 2017 | Spider-Man: Homecoming     | May Parker      |          |
| 2017 | Laboratory Conditions      | Emma Holloway   | Vai ngắn |
| 2018 | After Everything           | Dr. Lisa Harden |          |
| 2018 | The First Purge            | Dr. May Updale  |          |
| 2018 | Dark Was the Night         | Margaret Lang   |          |
| 2019 | Avengers: Endgame          | May Parker      |          |
| 2019 | Frankie                    | Irene           |          |
| 2019 | Spider-Man: Far From Home  | May Parker      |          |
| 2019 | Human Cappital             | Carrie          |          |
| 2020 | The King of Staten Island  | Margie Carlin   |          |
| 2021 | Spider-Man: No Way Home    | May Parker      |          |